# Heinrich Refardt

Refardt als Hessen-Preuße in Freiburg, 1913

Heinrich Refardt (* 10. Februar 1892 in Bachstedt; † 6. März 1968 in Timmerloh bei Soltau) war ein deutscher Kommunaljurist, Polizeipräsident in Duisburg-Hamborn und Regierungspräsident im preußischen Regierungsbezirk Aurich (bis 1936) sowie im Regierungsbezirk Frankfurt (1937–1945).

## Leben

### Werdegang
Refardt besuchte das humanistische Gymnasium in Weimar. Anschließend studierte er Rechts- und Staatswissenschaften in Freiburg, München und Göttingen. In Freiburg wurde er Mitglied des Corps Hasso-Borussia. Nach dem Ablegen seines Referendarexamens im Jahre 1914 nahm er am Ersten Weltkrieg teil. Er diente während des Krieges im Jäger-Regiment zu Pferde Nr. 6 in Erfurt.
Nach dem Krieg erhielt Refardt als Regierungsreferendar ab 1919 seine Ausbildung in der Regierung Hannover. 1921 wurde er nach der am 13. August bestandenen großen Staatsprüfung als Assessor in der Regierung Gumbinnen (1921–1926) beschäftigt und 1925 zum Regierungsrat befördert. Zum 1. Oktober 1932 trat er in die NSDAP ein (Mitgliedsnummer 1.348.563), zuvor hatte er ab 1925 der DVP und ab 1931 der DNVP angehört. Ab Anfang 1927 arbeitete Refardt in der Regierung in Düsseldorf und wurde dort Dezernent. Im Dezember 1932 übernahm er kommissarisch die Amtsgeschäfte des Polizeipräsidenten in Hagen. Da er nach der Machtergreifung den Nationalsozialisten als zuverlässig galt, wurde er zum 1. März 1933 zum Polizeipräsidenten in Duisburg-Hamborn ernannt. Am 11. September 1933 wurde er zum stellvertretenden Regierungspräsidenten in Aurich ernannt, weil der bisherige Stelleninhaber Gustav Bansi nicht alle rechtswidrigen Wünsche der nationalsozialistischen Führer in Ostfriesland erfüllte. Bansi hatte sich zum Beispiel geweigert, auf Wunsch des nationalsozialistisch beherrschten Emder Rates den langjährigen Oberbürgermeister von Emden, Wilhelm Mützelburg abzusetzen, um einem Nationalsozialisten Platz zu schaffen. Refardt kam dieser Bitte der Nationalsozialisten umgehend nach. Zum 1. Januar 1934 übernahm er die Stelle des Regierungspräsidenten und blieb hier bis 1936. Im Dezember 1936 wurde er zum Regierungspräsidenten des Regierungsbezirkes Frankfurt (Oder) ernannt.
Innerhalb der Sturmabteilung stieg er im November 1943 bis zum SA-Standartenführer auf. Er war auch SS-Mitglied. Er war zudem Mitglied im Nationalsozialistischen Rechtswahrerbund (NSRB).
Weil er mit den Attentätern vom 20. Juli in Verbindung gebracht wurde, war er 1944 für sechs Wochen im Untersuchungsgefängnis Moabit inhaftiert. Da ihm der Untersuchungsrichter eine Verbindung nicht nachweisen konnte, wurde Refardt wieder als Regierungspräsident eingesetzt.
Nach der deutschen Niederlage im Zweiten Weltkrieg floh Refardt mit seinen Mitarbeitern Anfang 1945 vor der Roten Armee nach Schleswig-Holstein. Refardt war schon von den Sowjets als NS-Belasteter seines Amtes enthoben worden. Dann wurde er von den Engländern für zwei Jahre im Internierungslager Neuengamme eingesperrt.
1948 wurde Refardt offiziell als Regierungspräsident pensioniert. Ab Januar 1952 war er für den Bund der Steuerzahler Niedersachsen und Bremen e. V. in Hannover tätig, für den von 1957 bis 1962 auch dem Vorstand angehörte.

### Familie
Refardt heiratete 1921 Friederike Zambona (* 31. März 1900). Das Ehepaar hatte drei Kinder, die Töchter Marieliese (* 1923), Inge (* 1926) und Sohn Heinrich (* 1934).